# Candice Bergen (femme politique)
Pour les articles homonymes, voir Candice Bergen et Bergen.
Candice Bergen (connue un temps sous le nom de Candice Hoeppner), née le 28 septembre 1964 à Morden (Manitoba), est une femme politique canadienne. Membre du Parti conservateur du Canada, elle est élue députée de la circonscription de Portage—Lisgar à la Chambre des communes lors des élections fédérales de 2008. Elle est réélue en 2011, 2015, 2019 et 2021.
Le 15 juillet 2013, Bergen est nommée ministre d'État au Développement social dans le gouvernement de Stephen Harper. Promue leader parlementaire de l'opposition officielle sous la direction de Rona Ambrose en 2016, elle devient adjointe d'Erin O'Toole en 2020 après l'élection de celui-ci en tant que chef du parti.

## Biographie

### Débuts en politique
Candice Bergen naît à Morden, dans le sud du Manitoba. Elle commence à travailler dans la finance. En 2004, elle est directrice de campagne au Manitoba pour la candidature de Stephen Harper au nom du Parti conservateur du Canada. Elle travaille comme conseillère auprès de plusieurs députés fédéraux et sert comme organisatrice en chef du Parti conservateur du Manitoba.

### Carrière fédérale

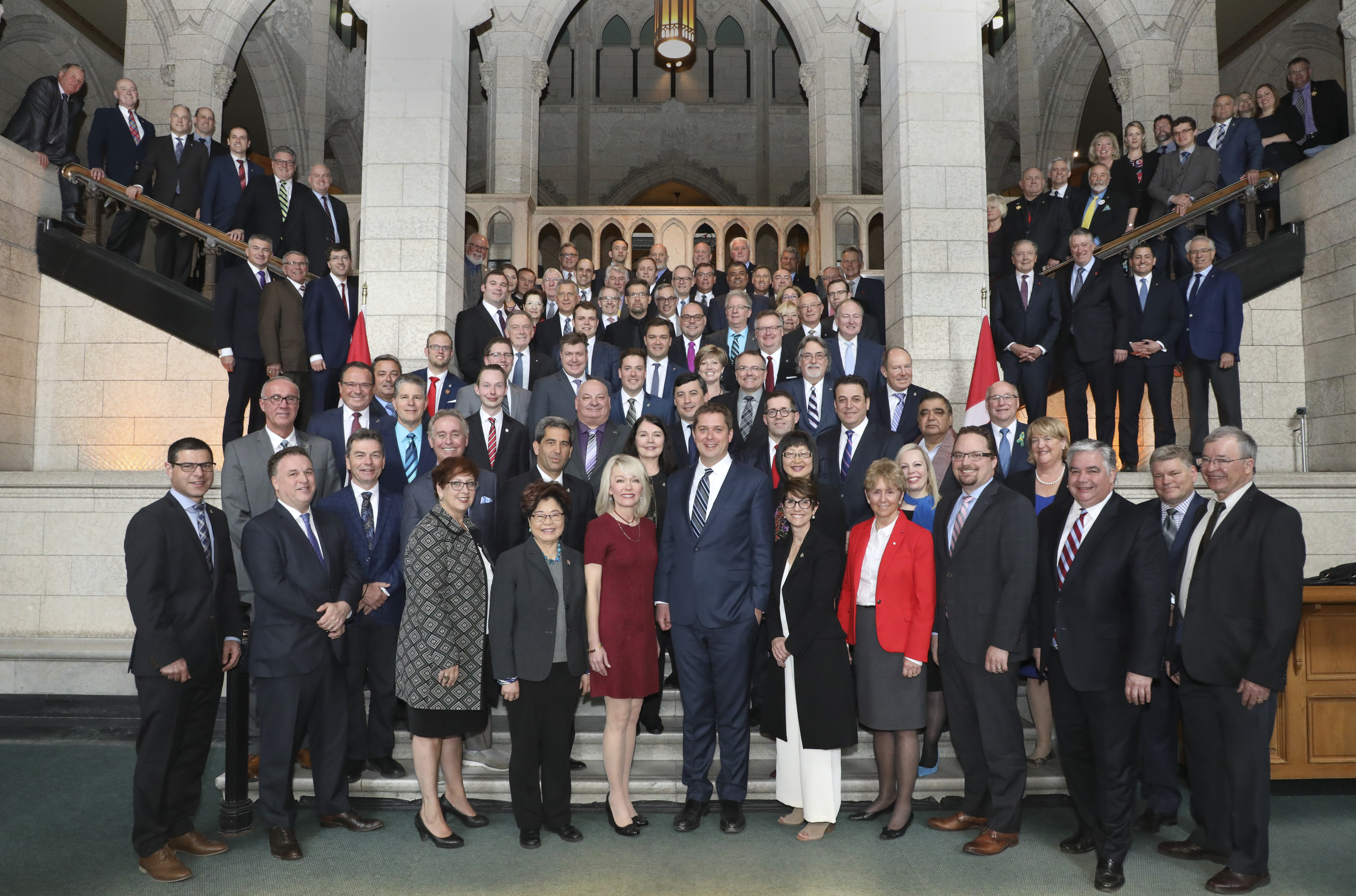
Candice Bergen et Andrew Scheer entourés des députés fédéraux conservateurs à Ottawa en 2018.

Élue sous le nom de Candice Hoeppner à la Chambre des communes du Canada en 2008, Bergen annonce le 17 septembre 2012 qu'elle compte dorénavant reprendre son nom de naissance,.
Le 25 mai 2011, Bergen est nommée secrétaire parlementaire du ministre de la Sécurité publique, Vic Toews. Dans son rôle de secrétaire parlementaire, Bergen a l'occasion de travailler au côté du ministre de la Sécurité publique sur le projet de loi gouvernemental C-19, Loi sur l'abolition du registre des armes d'épaule, qui est entrée en vigueur le 5 avril 2012. Le 15 juillet 2013, Bergen est nommée ministre d'État (Développement social) dans le gouvernement de Stephen Harper, fonction qu'elle occupe jusqu'au 4 novembre 2015, date d'entrée en fonction du 29e conseil des ministres, mené par le libéral Justin Trudeau.
Le 15 septembre 2016, Bergen est nommée leader parlementaire de l'opposition officielle. Le 2 septembre 2020, elle remplace Leona Alleslev en tant que cheffe adjointe du Parti conservateur du Canada.
Le 2 février 2022, elle est nommée cheffe intérimaire du Parti conservateur du Canada, après la destitution d'Erin O'Toole.
Le 6 septembre 2022, elle annonce qu'elle ne sollicitera pas de nouveau mandat pour les élections fédérales de 2025. Le 1er février 2023, elle annonce sa démission comme députée, qui devient officielle le 28 février,.

## Résultats électoraux
|       | Candidat                  | Parti             | # de voix | % des voix |
|       | Candice Bergen (sortante) | Conservateur      | +25 060,  | 60,84 %    |
|       | Ken Werbiski              | Libéral           | +10 621,  | 25,79 %    |
|       | Dean Harder               | NPD               | +02 554,  | 6,2 %      |
|       | Bev Eert                  | Vert              | +01 637,  | 3,97 %     |
|       | Jerome Dondo              | Héritage chrétien | +01 315,  | 3,19 %     |
| Total | Total                     | Total             | 41 187    | 100 %      |

|       | Candidat                    | Parti        | # de voix | % des voix |
|       | Candice Hoeppner (sortante) | Conservateur | +26 889,  | 75,98 %    |
|       | M.J. Willard                | Libéral      | +02 221,  | 6,28 %     |
|       | Mohamed Alli                | NPD          | +03 478,  | 9,83 %     |
|       | Matthew Friesen             | Vert         | +01 996,  | 5,64 %     |
|       | Jerome Dondo                | Héritage     | +00805,   | 2,27 %     |
| Total | Total                       | Total        | 35 389    | 100 %      |

|       | Candidat         | Parti        | # de voix | % des voix |
|       | Candice Hoeppner | Conservateur | +22 032,  | 67,89 %    |
|       | Ted Klassen      | Libéral      | +04 474,  | 13,79 %    |
|       | Mohamed Alli     | NPD          | +02 358,  | 7,27 %     |
|       | Charlie Howatt   | Vert         | +02 606,  | 8,03 %     |
|       | Len lodder       | Héritage     | +00983,   | 3,03 %     |
| Total | Total            | Total        | 32 453    | 100 %      |